# Cyrtodactylus semenanjungensis
Cyrtodactylus semenanjungensis är en ödleart som beskrevs av  Grismer och LEONG 2005. Cyrtodactylus semenanjungensis ingår i släktet Cyrtodactylus och familjen geckoödlor. Inga underarter finns listade i Catalogue of Life.